# Idioma puruhá
El idioma puruhá o puruguay es una lengua indígena actualmente extinta, que fue la lengua principal de lo que actualmente es la provincia de Chimborazo en el centro de Ecuador. Fue la lengua de la madre del último inca independiente Atahuallpa.

## Aspectos históricos, sociales y culturales

### Historia
El puruhá es una lengua documentada, aunque es conocido que fue lengua materna del inca Atahuallpa, que era hijo de Huayna Capac y de una mujer de la nación puruhá Pacha Duchicela. Aunque naturalmente es muy posible que Atahuallpa solo debió usar esa lengua en contextos reducidos, ya que oficialmente la comunicación se llevaba a cabo en quechua clásico.

### Uso y distribución
El puruhá de acuerdo con las informaciones de los primeras cronistas era la lengua principal del área de Chimborazo en el centro de Ecuador. Su dominio lingüístico limitaba al sur con el del cañari, lengua probablemente emparentada con el puruhá. En el área sur de la provincia de Chimborazo en Alausí y Chunchi la lengua principal era ya el cañari, aunque también había algunos hablantes de puruhá. Jijón y Caamaño sugiere que el puruhá también pudo extenderse hasta la región de Chimbos hacia el oeste (provincia de Bolívar) aunque esta idea es rechazada por Paz y Miño (1942). La localidad principal dentro del área puruhá era Riobamba. Sin embargo, a pesar de esta ubicación estratégica y la importancia histórica del puruhá, la documentación lingüística disponible es realmente escasa. Los descendientes modernos de los puruhá actualmente hablan principalmente quechua y español.

## Clasificación
Si bien se conocen muy pocas cosas de la lengua puruhá las pocas evidencias apuntan a que compartía algunos sufijos toponómicos con el cañari hablado un poco más al sur y la estructura fonológica de algunas palabras también apuntan que compartía con el cañari características diferentes del resto del lenguas de la región (ocurrencia de oclusivas sonoras a principio de palabra, existencia de /ž/, terminaciones -pala, -pud, -bug, -shi). Por esa razón se considera que las coincidencias son el reflejo de que muy probablemente estas lenguas estaban emparentadas.

## Descripción lingüística
El puruhá es una lengua mal conocida, aunque se sabe a finales del siglo XVII se publicó una gramática ésta está actualmente perdida. La principal información procede de antropónimos (apellidos familiares) y topónimos. Entre los apellidos familiares existen muchas acabados en -cela y -lema, como por ejemplo Duchicela, el linaje de la madre de Atahuallpa, Daquilema, el nombre de un rebelde Indígena del siglo XIX.
Los topónimos de origen puruhá frecuentemente acaban en -shi como Pilligshi o San Francisco de Macshi, -tús como Guasuntús, -bug como Tulubug,  e incluso en terminacioines más compejas como -cahuan, -calpi o -tactu. Algunos de estos formantes a veces aparecen en combinación con raíces quechuas como en el nombre Supaycahuan (quechua supay 'demonio').

## Prefijos y sufijos
Dentro de los prefijos y sufijos más comunes del puruhá encontramos:
- Ag: amulag, caulag, guallag, tagualag, tuntag.
- Te: llanganate, patate, pucate, pulucate, usate
- Pug/bug/bog: aichabug, aulabug, baibug, bulchibug, bushbug, calbug, chaupibug, dolombog, guabug, guapug, chillapug, guillapug, ishbug, istubug, lambug, leopug, lutumbug, llugshibug, molobog, molbog, naubug, nushibug, shungubug, tuctibug, tulabug, tulapug, tulubug, ubug, yatuibug, yuibug, yulumbug.
- Cahuan: badcahua, chachacahuan, leoncahuan, pacahuan, paquicahuan, pucacahuan, pucucahuan, sacahuan, sulucahuan, supaicahuan, tuncahuan, tzancahuan, tzanancahuan, yuquiscahuan.
- Llín: cubillín, chugllin, llinllin, guillin.
- Ñag: Apuñag, bajañag, barbañag, chañag, chlcuñag, duñag, guagñag, guaraiñag, misñag, muelñac, pasñag, pusñac, urugñag, ugñag, ultiñac.
- Palá: cañipala, colepala, gampala, guachapala, huacapala, laipala, lampala, nutbala, panchipala, panupali, pipipala, puculpala, sugpala, shilpala, tampala, tutupala, ucupala
- Shi: cacalshi, cayushi, billagshi, calshi, copshi, gaushi, gulashi, joyagshi, lanlanshi, lluishi, monteshi, pachagshi, pilligshi, pishtishi, pitishi, pushi, pulshi, relashi, quimshi, shaushi, shilshi, shishanshi, shunshi, tamshi, tocshi, tunshi, tungshi, uchashi, udushi, ulshi.
- Cela: aucancela, bacacela, cayancela, curicayancela, duchicela, dumacela, guaguacela, masacela, mayancela, quinacela, quimecela, quisnacela, romacela, saquicela, salicela, tececela, yumancela, achacela, belecela, bimaicela, cochancela, cutaicela, dumaicela, dumancela, guaillacela, guarcela, latacela, macancela, nibicela, simancela, tececela, ayagcela, arcela, guabicela, huacancela, huacacela, huayacela, macacela, muevecela, machicela, namcela.